# Chùa Nhật Bản

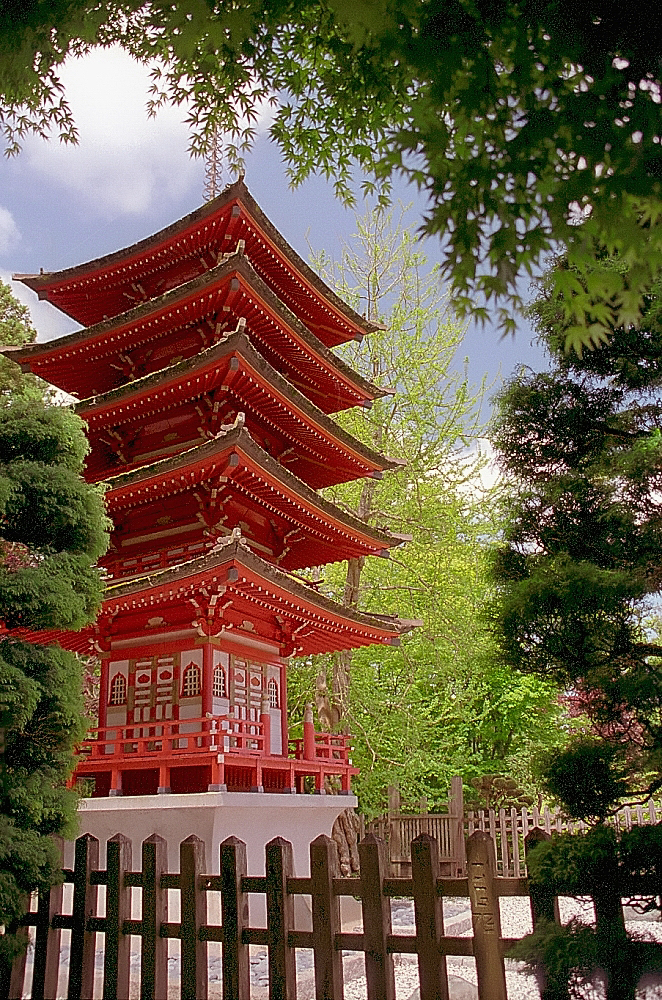
Một ngôi chùa Nhật Bản ở San Francisco

Chùa Nhật Bản (chữ Nhật: 塔/Tō/Tự hay 仏塔/buttō/Phật tự hay 塔婆/Tōba) là phong cách kiến trúc chùa chiền ở Nhật Bản, lịch sử các ngôi chùa ở Nhật Bản về mặt lịch sử có nguồn gốc từ chùa Trung Quốc, bản thân nó là một cách giải thích về bảo tháp (Stupa) của Ấn Độ Giống như bảo tháp, các ngôi chùa Nhật Bản ban đầu được sử dụng làm thánh tích thờ tự tưởng niệm nhưng trong nhiều trường hợp, các ngôi chùa chiền đã mất đi chức năng này. Các ngôi chùa mang tính chất Phật giáo tinh túy và là một thành phần quan trọng của các tổ hợp chùa Phật giáo Nhật Bản, nhưng vì cho đến Đạo luật tách biệt giữa Thần (Kami) và Phật năm 1868, một ngôi đền Thần đạo thông thường cũng đã được xem là Shinbutsu-shūgō tức cũng là một ngôi chùa Phật giáo và ngược lại, như Đền Itsukushima. Ở Việt Nam, có một số ngôi chùa có kiến trúc ảnh hưởng từ chùa Nhật Bản như chùa Minh Thành ở Gia Lai và Tu viện Khánh An ở Quận 12 tại thành phố Hồ Chí Minh.

## Tổng quan
Sau thời Minh Trị Duy tân từ tō (Tự), từng được sử dụng riêng trong bối cảnh tôn giáo, cũng có nghĩa là "tháp" theo nghĩa phương Tây, chẳng hạn như trong Tháp Eiffel được gọi là Efferu-tō (エッフェル塔). Trong số nhiều hình thức chùa Nhật Bản, một số chùa chiền được xây bằng vận liệu gỗ và được gọi chung là Mokutō (木塔/Mộc tự/Mộc cổ tự), nhưng hầu hết những chi tiết của nhiều ngôi chùa được chạm khắc từ đá và được gọi là Sekitō (石塔/Thạch tự/Thạch cổ tự) và cũng được trang trí với những trụ đèn đá. Mộc cổ tự là những tòa nhà lớn có hai tầng bằng gỗ, đây là kiểu xây chồng tầng (trùng lâu). Kích thước của một ngôi chùa được đo bằng ken, trong đó ken là khoảng cách giữa hai cây cột của một công trình kiến trúc theo phong cách truyền thống, tỷ như Tahōtō có thể là 5x5 ken hoặc 3x3 ken. Bảo tháp ban đầu là một gò đất đơn giản chứa tro của Đức Phật, theo thời gian trở nên phức tạp hơn, trong khi phần cuối của nó ngày càng lớn hơn theo tỷ lệ.
Sau khi du nhập vào Trung Quốc, bảo tháp theo phong cách tháp canh Trung Quốc và phát triển thành chùa, một tòa tháp có quy tắc xây dựng theo số tầng lẻ. Con số lẻ được số học Trung Quốc và Phật giáo rất ưa chuộng. Chúng được cho là đại diện cho dương, tức là nguyên tắc nam và dương, và do đó được coi là may mắn. Việc sử dụng nó sau đó lan sang Hàn Quốc và từ đó đến Nhật Bản. Sau khi đến Nhật Bản cùng với Phật giáo vào thế kỷ thứ 6, ngôi chùa đã trở thành một trong những tâm điểm của garan đầu tiên của Nhật Bản. Ở Nhật Bản, nó đã phát triển về hình dạng, kích thước và chức năng, cuối cùng mất đi vai trò ban đầu là nơi đựng thánh tích. Với sự ra đời của các giáo phái mới trong những thế kỷ sau đó, ngôi chùa mất đi tầm quan trọng và do đó bị xếp ra rìa của garan. Các ngôi chùa của giáo phái Jōdo hiếm khi có chùa. Trong Thời kỳ Kamakura giáo phái Thiền đã đến Nhật Bản và các ngôi chùa của họ thường không có chùa. Các ngôi chùa ban đầu là nơi chứa thánh tích và không chứa các hình ảnh thiêng liêng, nhưng ở Nhật Bản có nhiều ngôi chùa, chẳng hạn như ngôi chùa năm tầng của Hōryū-ji, nơi lưu giữ các bức tượng của nhiều vị thần khác nhau. Vì những di tích mà chúng chứa đựng, những ngôi chùa bằng gỗ từng là trung tâm của garan, bảy dinh thự được coi là không thể thiếu đối với một ngôi chùa.